# アブル＝ハイル・ハン (小ジュズ)

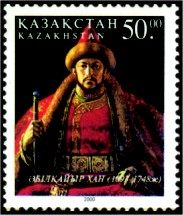
2001年にカザフスタンで発行されたアブル＝ハイル・ハンの切手

アブル＝ハイル・ハン（カザフ語: Әбілқайыр хан、1680年代後半? - 1748年）は、カザフ族小ジュズの君主（ハン）である（在位：1710年 -1748年）。1740年には、ヒヴァ・ハン国のハンに選出された。
ジュンガル（カルムィク）の侵攻に際してカザフ連合軍を率いて戦って軍功を挙げ、1730年にロシア帝国に臣従した。

## 生涯
カザフ・ハン国の王族ハジの子として生まれる。ハジは、カザフ・ハン国の創始者であるジャニベク・ハンの6世孫（昆孫）にあたる。
1723年からジュンガルのカザフ草原への侵入が激化し、カザフ・ハン国が支配していたヤシ、タシュケントがジュンガルの手に落ちた。この1723年から1725年にかけてのアクタバン・シュブルンドゥ（裸足での逃走）と呼ばれるジュンガルの侵攻の中でアブル＝ハイルはカザフをまとめ、ヤシを奪回した。1726年にオルダバス（シムケント郊外）で行われた会盟で、アブル＝ハイルは小ジュズ・中ジュズ・大ジュズを束ねるカザフの代表者に推戴された。1726年にカラ・シユルの戦いでカザフ連合軍はジュンガルに勝利し、この地はカルマク・クルルガン（ジュンガルが死んだ場所）と呼ばれるようになった。1729年（もしくは1730年）に、アブル＝ハイルはバルハシ湖南東のアヌラカイでジュンガルに勝利を収める。
しかし、ジュンガル、ヴォルガ・カルムィク、バシキールの侵入は続き、アブル＝ハイルはロシア帝国との外交関係の強化に努めた。1730年にアブル＝ハイルは自身に従う部族民とともにロシア臣籍に入ることを決断し、翌1731年にアブル＝ハイルの申出はロシアから承認された。アブル＝ハイルはカザフ草原に派遣されたロシアの外交官テフケレフと交渉し、人質の提供とオリ河口でのロシアの要塞の建設が条件とされた。アブル＝ハイルの他に30人の長老が宣誓を行うが、交渉の後に誓約を巡ってカザフで混乱が起きる、
アブル＝ハイルの臣従が端緒となり、他のジュズのハンたちもロシアに臣従した。しかし、長老の多くは実際には臣従の宣誓を拒否しており、各ジュズからロシアへの人質と貢納の提供はしばしば滞り、カザフが完全にロシアに臣従した状態にあるとは言い難かった。誓約に付随する条約に従って、1735年にオルスク、1743年にオレンブルクがロシアによって建設された。
1740年にヒヴァ・ハン国がイランのナーディル・シャーの攻撃によって混乱すると、ヒヴァの人間はアブル＝ハイルにヒヴァのハンへの即位を要請した。1740年11月にアブル＝ハイルはヒヴァに向かうが、ナーディル・シャーから彼の陣営に招待されると、同月にヒヴァから逃亡した。カザフ草原に帰還した後も、子のヌラルをヒヴァのハンに擁立してヒヴァの内政に積極的に干渉した。
1748年に敵対関係にあった中ジュズのバラク・スルタンによって暗殺された。

## 家族

### 父母
- 父：ハジ

### 子
- ヌラル（ヌール・アリー） - 在位：1748年 - 1786年（小ジュズ）、1741年 - 1742年?（ヒヴァ）
- エラル（エル・アリー） - 在位：1791年 - 1794年（小ジュズ）
- コジャフメト
- アイシュワク（アイチュワク） - 在位：1797年 - 1805年（小ジュズ）
- アディル